# 光進駅

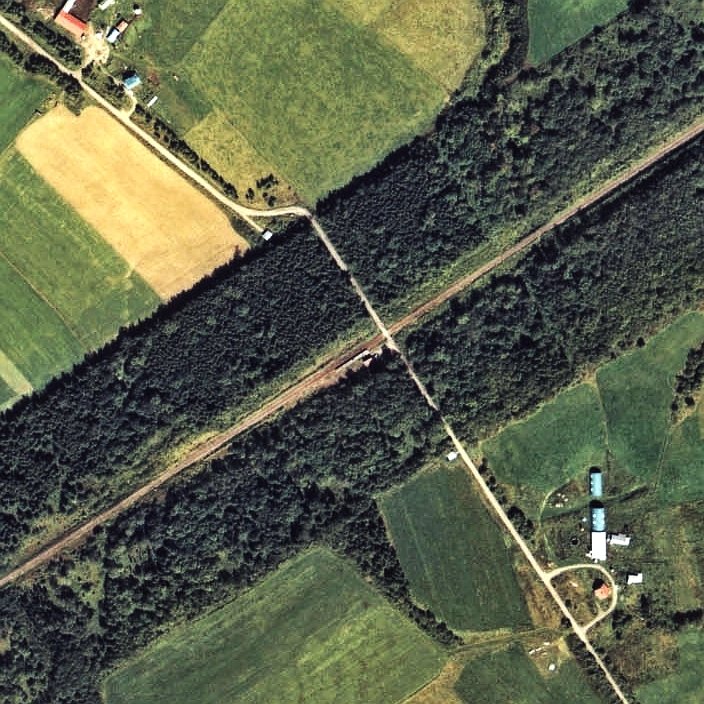
1977年の光進駅と周囲約500m範囲。右上が中標津方面。周囲を防風雪林に囲まれていて、中標津側に北四線道の踏切があった。

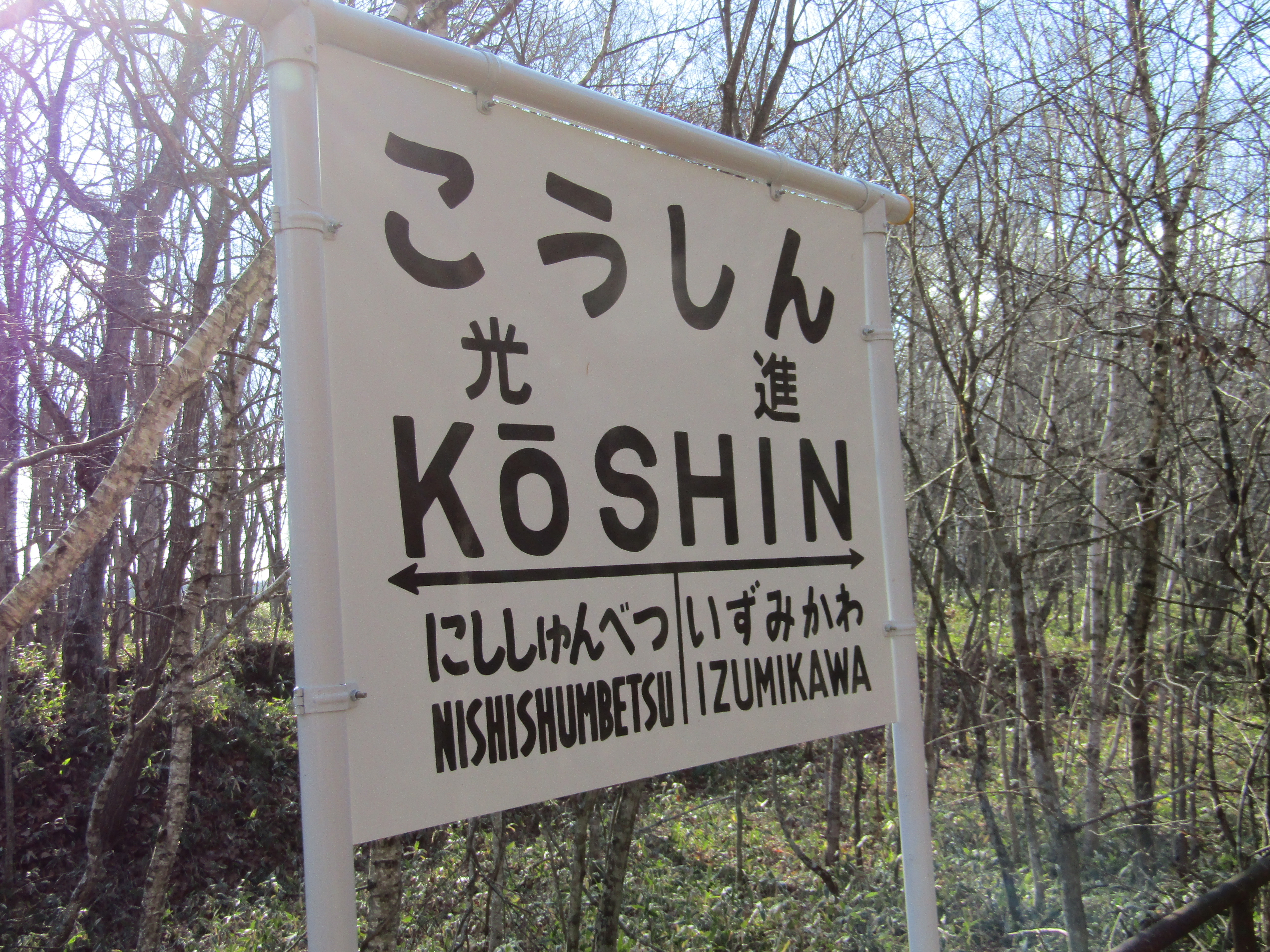
令和3年11月　駅名標設置

光進駅（こうしんえき）は、かつて北海道野付郡別海町泉川に設置されていた、北海道旅客鉄道（JR北海道）標津線の駅（廃駅）である。

## 歴史
- 1962年（昭和37年）5月1日：日本国有鉄道（国鉄）標津線の仮乗降場として、泉川駅 - 西春別駅間に開業[1]。
- 1967年（昭和42年）4月1日：駅に昇格[1][2]。駅員無配置駅[3]。
- 1987年（昭和62年）4月1日：国鉄分割民営化により、国鉄からJR北海道に継承[1]。
- 1989年（平成元年）4月30日：標津線の全線廃止に伴い、廃駅となる[1]。

### 駅名の由来
当地の集落名「泉川光進」からとされている。

## 駅構造
単式ホーム1面1線を有する無人駅であった。ホームは、鉄骨製コンクリート床の簡易型で、構内の南東側（標茶方面に向かって左側）に存在した。また、中標津側に有ったホームへの階段の横に待合室が置かれていた。

## 利用状況
乗車人員の推移は以下のとおり。年間の値のみ判明している年については、当該年度の日数で除した値を括弧書きで1日平均欄に示す。乗降人員のみが判明している場合は、1/2した値を括弧書きで記した。
| 年度               | 乗車人員 | 乗車人員 | 出典  | 備考 |
| 年度               | 年間     | 1日平均  | 出典  | 備考 |
| ------------------ | -------- | -------- | ----- | ---- |
| 1978年（昭和53年） |          | 5        | [ 4 ] |      |

## 駅跡
廃駅後も簡易ホームは撤去されずに残っており、地域おこし協力隊員が中心となって2020年には駅名標復元などの整備が行われている。2023年5月には「別海町歴史文化遺産第19号」に指定された。同じく別海町歴史文化遺産に指定された上春別駅跡とは異なり、樹木の伐採や草刈りなどはあえて行わずに幻想的な雰囲気としている。

## 駅周辺
- 阿寒バス「光進」停留所

## 隣の駅
北海道旅客鉄道
標津線
泉川駅 - 光進駅 - 西春別駅